# Rail Cargo Carrier - Czech Republic
Rail Cargo Carrier - Czech Republic s.r.o. (VKM: RCCCZ) je český železniční nákladní dopravce se sídlem v Praze, který je 100% dcerou maďarské společnosti Rail Cargo Carrier ze skupiny Rail Cargo Austria (RCA).

## Historie
Společnost byla založena v roce 2013 jako 100% dcera české společnosti ČSKD Intrans, po několika majetkových změnách (ale vždy v rámci skupiny RCA z holdingu ÖBB) je od 29. prosince 2014 majitelem Rail Cargo Carrier Kft. sídlící v Budapešti.
Společnost vstoupila na trh nákladní železniční dopravy v Česku k 13. 12. 2015, kdy převzala provoz vlaků provozovaných do té doby přímou rakouskou společností Rail Cargo Austria. Od začátku se soustředila především na tranzitní dopravu mezi Polskem a Rakouskem (uhlí, koks, ocel), ale využívá ucelené vlaky rovněž pro přepravu jednotlivých zásilek a skupin vozů mezi těmito státy. Dopravce se mj. podílí na intermodální dopravě, např. od roku 2016 jde např. o přepravu intermodálních vlaků mezi přístavem Koper a terminály v Polsku, v listopadu 2017 pak realizovala první kontejnerový vlak z čínského Čcheng-tu do italské Mortary. V letech 2020 a 2021 se dopravce podílel na tranzitních intermodálních vlacích pro italskou  firmu Stante Logistics, které propojovaly terminály v Polsku a Itálii. Mezi aktivity v intermodální dopravě patřila i spolupráce se slovenskou sestrou Rail Cargo Carrier - Slovakia, se kterou od roku 2019 prováděla přepravy rozložených automobilů Kia v kontejnerech mezi Žilinou a Černjachovskem.

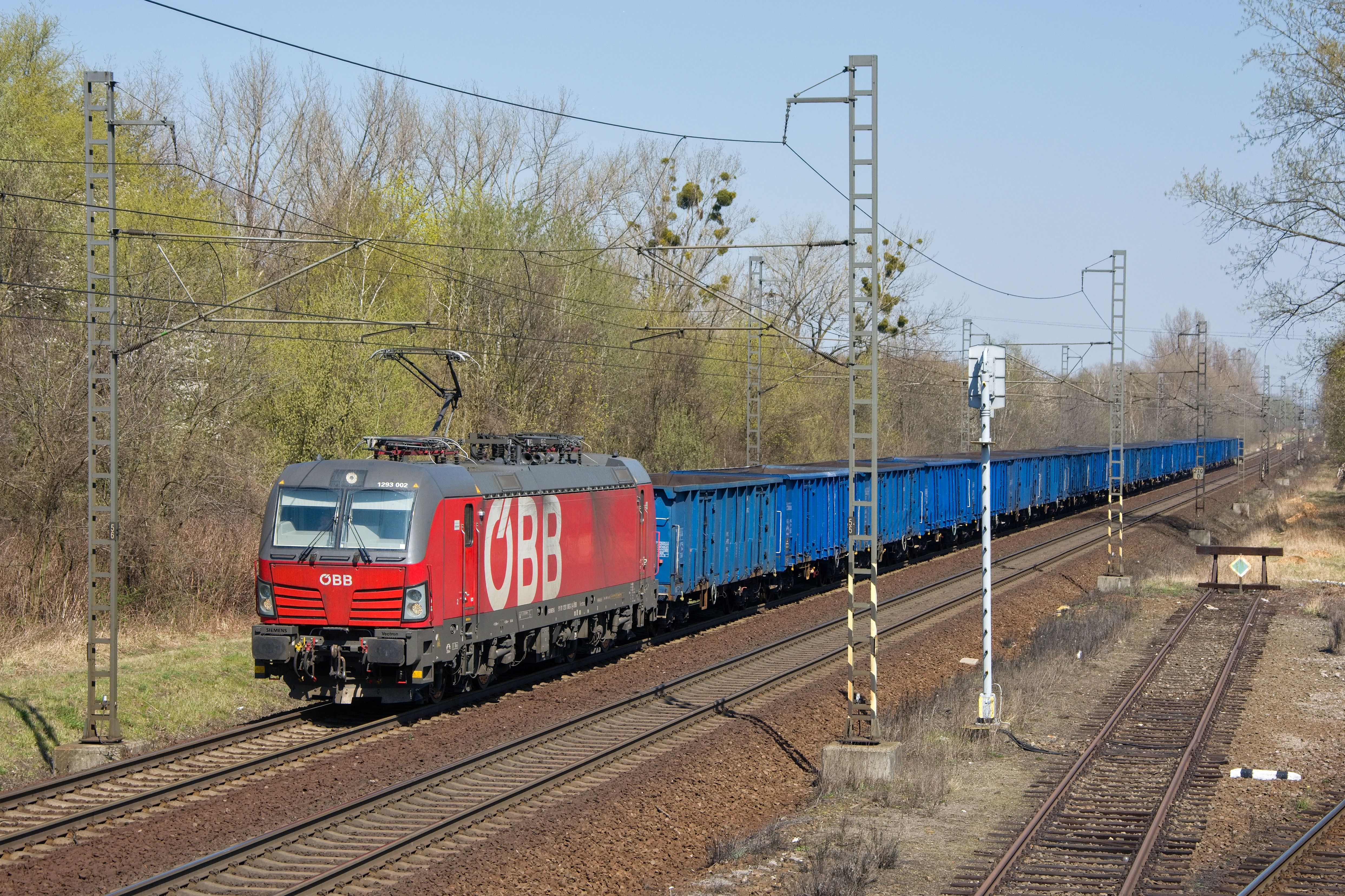
Vectron 1293 002 v čele vlaku RCCCZ

## Postavení na trhu
Po zahájení činnosti jako dopravce společnost soustředila svou činnost na druhý železniční koridor, neboť se specializovala na tranzit mezi Polskem a Rakouskem. Od května 2019 společnost provozuje pravidelně své vlaky rovněž na tranzitním rameni Děčín - Břeclav.
V roce 2015 RCCCZ nahradil na českém trhu RCA, což byl v té době šestý nejvýznamnější dopravce s podílem na trhu 2,33 %. Toto postavení si RCCCZ udržel i v dalších letech, ale podíl na trhu postupně stoupal z 2,73 % v roce 2017 až na 4,28 % v roce 2020. Na podobných úrovních se výkony společnosti pohybovaly i v následujících letech 2021–2022.

## Lokomotivy

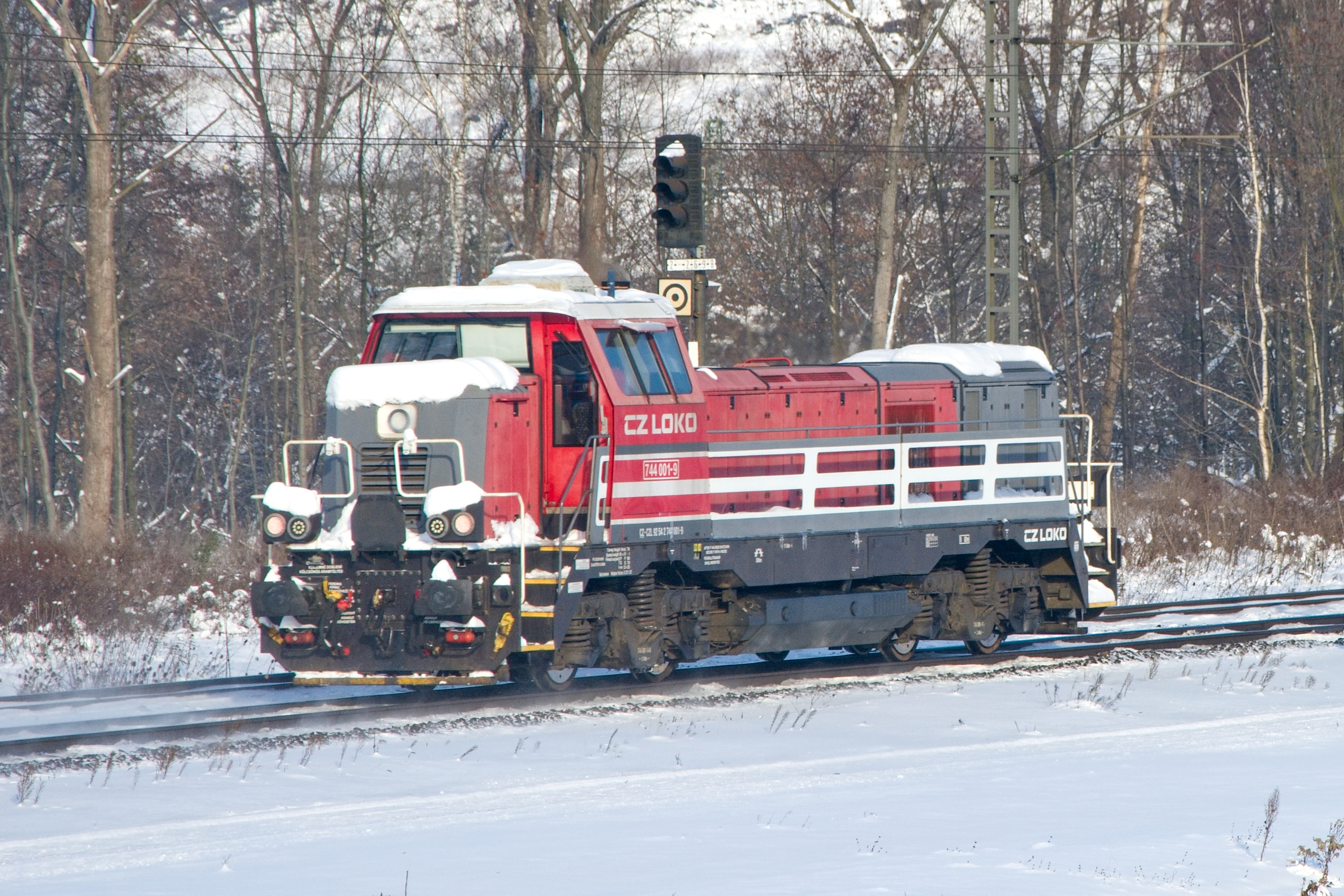
Lokomotiva 744.001 ve službách RCCCZ

Pro nákladní vlaky v elektrické trakci společnost používala rakouské lokomotivy řad 1216 (Siemens ES64U4-C), které plynule nahradily novější lokomotivy řady 1293 (Siemens Vectron MS) mateřské společnosti ÖBB. Pro místní a posunovací výkony v oblasti Ostravska a přilehlých hraničních přechodů s Polskem se zázemí v Bohumíně-Vrbici používá firma motorové lokomotivy. Od května 2019 vlastnila lokomotivu řady 753.6 č. 753.613 (vrácena CZ LOKO v květnu 2023),[zdroj?] kterou doplnila lokomotiva 744.001 pronajatá od výrobce CZ LOKO. V závěru roku 2021 pak tyto stroje doplnila modernizovaná lokomotiva řady 742.71 č. 742.763.
Přiležitostně si společnost pronajímá lokomotiva i od jiných firem mimo skupinu ÖBB, např. 2020 se jednalo o Vectrony spolenského dopravce Railtrans International.